# کورتا جانکشن (آریزونا)
کورتا جانکشن (به انگلیسی: Corta Junction) یک منطقهٔ مسکونی در ایالات متحده آمریکا است که در آریزونا واقع شده‌است. کورتا جانکشن ۱٬۴۹۶ متر بالاتر از سطح دریا واقع شده‌است.